# NGC 6918
NGC 6918 (również PGC 64851) – galaktyka spiralna z poprzeczką (SB0-a), znajdująca się w gwiazdozbiorze Indianina. Odkrył ją 1 lipca 1834 roku John Herschel.